# Joan Hortalà
Joan Hortalà i Arau, economista, abogado, profesor y político español, nació en Olot en 1940. Ha sido catedrático de Teoría Económica en la Universidad de Barcelona (desde el curso 1965-66). Fue consejero de Industria y Energía del Gobierno de Cataluña (1984-1987) y presidente de la Bolsa de Barcelona (1993- 2020).

## Biografía
Licenciado en Derecho y Económicas. Doctor en Ciencias Económicas por la Universidad de Barcelona y PhD por la London School of Economics and Political Science (LSE).
Durante el curso 1965-1966 obtuvo la cátedra de Teoría Económica de la Universidad de Barcelona convirtiéndose en el catedrático más joven del estado español. En la actualidad Catedrático Emérito.
Casado con Maria Àngels Vallvé i Ribera, exagente de bolsa y notaria, tiene cinco hijos: Joan, Carme, Mercè, Rafael y Joaquim.

## Trayectoria
Decano de la Facultad de Económicas de la Universidad de Barcelona en dos ocasiones, entre 1970 y 1973, y entre 1979 y 1984, dirigió la obra colectiva "El desarrollo industrial de Cataluña" (1970) y la revista "Cuadernos de Economía" del Centro de Estudios Económicos y Sociales del CSIC (1967-1985). 
También ha sido secretario de la Junta de Obras y administrador general de la Universidad de Barcelona. 
Fundó el Instituto de Economía Regional y desde 1985 es académico de la Real Academia de Ciencias Económicas y Financieras (RACEF) con la medalla número 25.
Su discurso de ingreso se tituló "Keynes y la teoría económica actual".
En 2011 el Col·legi d'Economistes de Catalunya le distinguió como colegiado de mérito.

## Política
Participó activamente en política desde el restablecimiento de la Democracia en España. Miembro de Esquerra Republicana de Catalunya (ERC), en 1979 obtuvo acta de concejal del Ayuntamiento de Barcelona.
En 1980, tras las primeras elecciones al Parlamento de Cataluña, obtuvo acta de diputado en el Parlamento catalán en representación de ERC.
En 1984 renunció al escaño del parlamento autonómico al ser nombrado Consejero de Industria y Energía del gobierno de la Generalidad de Cataluña, presidido por Jordi Pujol.
En 1987 renunció al cargo de consejero al ser elegido secretario general de Esquerra Republicana de Catalunya.
En 1988 obtuvo nuevamente el acta de diputado del Parlament de Catalunya. 
Abandonó ERC en 1989 y junto a un grupo de antiguos militantes, fundó el partido Esquerra Catalana. En 1993, Esquerra Catalana suscribió un compromiso de adhesión con Convergència Democràtica de Catalunya (CDC).  

## Cargos económicos. Bolsa de Barcelona
En 1993 fue nombrado presidente de la Bolsa de Barcelona, cargo que ocupó hasta el 2020. Desde ese año compaginó la presidencia de la Bolsa de Barcelona con diversos cargos en el sector privado.  
Ha sido vicepresidente de Mercabarna y del Laboratorio de Ensayos e Investigaciones. Consejero de FECSA-ENHER y de ERCROS, de MEFF-Holding, de Sociedad de Bolsas, de Iberclear y de BME. Presidió la Federación Iberoamericana de Bolsas (FIAB) entre 2011 y 2015.  
Bajo la presidencia de Joan Gaspart, del Fútbol Club Barcelona, Hortalà ocupó una vicepresidencia y presidió la comisión económica del club azulgrana.

## Publicaciones principales
- Lecturas de Teoría Económica (XII vols.), Ed. Ariel, 1969-1977.
- Agregación Económica, Ed. Ariel, 1970.
- La incidencia de las centrales nucleares, Covemar, 1975.
- La política industrial de Cataluña, Generalitat de Catalunya, 1986.
- Teoría Económica. Introducción, Ed. McGraw Hill, 1997/2000/2004.
- Teoria Econòmica. Microeconomia, Ed. Vicens Vives, 2008/2011 (catalán y castellano).
- Teoria Económica. Macroeconomia, Ed. Vicens Vives, 2010/2012 (catalán y castellano)
- Ciclo real vs ciclo financiero, RACEF, 2013.
- El problema catalán: incomprensión, conllevancia, tenacidad, Ass. CdeE, 2017.
- La Bolsa de Barcelona en la España del XIX (vol. I), Ed. Borsa - Barcelona, 2019.
- La Bolsa de Barcelona. Mercado Dual, 1915-1936 (vol. II), Ed. IDM, Barcelona, 2021.